# أولاد نجم القبلية
قرية أولاد نجم القبلية هي إحدى القرى التابعة لمركز نجع حمادى في محافظة قنا في جمهورية مصر العربية. حسب إحصاءات سنة 2006، بلغ إجمالي السكان في أولاد نجم القبلية 19855 نسمة، منهم 10216 رجل و9639 امرأة.